# Разъезд 32
32 (каз. рзд.32) — упразднённый разъезд в Сауранском районе Туркестанской области Казахстана. Входил в состав Чернакского сельского округа. Исключен из учётных данных в 2023 году.
Код КАТО — 512657400.

## Население
В 1999 году население разъезда составляло 165 человек (80 мужчин и 85 женщин). По данным переписи 2009 года, в разъезде проживало 66 человек (29 мужчин и 37 женщин).